# Arrondissement d'Arezzo
Pour les articles homonymes, voir Arezzo (homonymie).
L'arrondissement d'Arezzo est un ancien arrondissement français du département de l'Arno. Il fut créé le 30 mai 1808, dans le cadre de la nouvelle organisation administrative mise en place par Napoléon Ier en Italie et supprimé le 30 mai 1814, après la chute de l'Empire.

## Composition
L'arrondissement d'Arezzo comprenait les cantons de
- Anghiari
- Arezzo (deux cantons)
- Bibbiena
- Borgo-San-Sepolcro
- Bucine
- Castel-Focognano
- Castel-San-Niccolo
- Castiglion-Fiorentino
- Civitella
- Cortona
- Figline
- Fojano
- Lucignano
- Monte-San-Savino
- Montevarchi
- Pieve-Santo-Stefano
- Poppi
- Prato-Vecchio
- San Giovanni Valdarno
- Subbiano
- Terra-Nuova[1].